# Newbridge, Kildare
Newbridge (iriska: Droichead Nua) är en irländsk stad i grevskapet Kildare i provinsen Leinster. 2011 hade staden med omgivning 21 561 invånare. Irlands försvarsmakt har sitt högkvarter här. Motorvägen M7 går vid Newbridge.
Den irländske musikern Christy Moore kommer från Newbridge.